# 曾醒
曾醒（1882年—1954年），籍贯福建福州，是中国同盟会早期的女性会员，国民党一大时任妇女部长，抗日战争时在汪兆铭政权中任监察委员。丈夫为方声濂，其弟为曾仲鸣。

## 生平
曾醒的丈夫是福州方家的方声濂，早年病逝，曾醒因而守寡，并随方家的方君瑛、方声涛、方声洞等赴日留学并加入同盟会。清末曾随汪精卫等到北京谋刺摄政王载沣。辛亥革命后，在中国国民党第一次全国代表大会上被任命为妇女部长。她曾任福建女子师范学校监学、广州执信女学校校长，1912年到法国留学。她也参加过不少妇女运动，并于1924年3月8日国际妇女节当天在广州与何香凝一起发表保护妇女权利的演说。
其弟为曾仲鸣，同时也是方家第十一女方君璧的丈夫，后跟随汪精卫当秘书，被陈恭澍等特务误认为汪精卫而遇刺身亡。
1939年9月，曾醒参加汪精卫政权举办的中国国民党第六次全国代表大会，并在其政权中担任过监察委员。